# Rzeszówi repülőtér
A Rzeszówi repülőtér (IATA: RZE, ICAO: EPRZ) Lengyelország egyik nemzetközi repülőtere, amely Jasionka közelében található. Éves utasforgalma 731 141 fő (2022).

## Légitársaságok és úticélok
| Légitársaság          | Célállomások                                                                                 |
| --------------------- | -------------------------------------------------------------------------------------------- |
| Bulgarian Air Charter | Szezonális charter: Burgas                                                                   |
| Enter Air             | Szezonális charter: Antalya, Burgas, Chania, Fuerteventura, Rhodes, Varna                    |
| LOT                   | Warsaw–Chopin Szezonális: Newark, Gdańsk, Zadar                                              |
| Lufthansa             | München                                                                                      |
| Nouvelair             | Szezonális charter: Monastir                                                                 |
| Onur Air              | Szezonális charter: Antalya, Bodrum                                                          |
| Ryanair               | Bristol, Dublin, East Midlands, London–Luton, London–Stansted, Manchester Szezonális: Athens |

## Futópályák
A repülőtér futópályái:
- 09/27 (3200 m, 45 m, aszfalt)

## Forgalom
Az utasforgalom az elmúlt években az alábbi módon változott:
| Utasok száma | 7449 | 7342 | 11 459 | 67 165 | 206 934 | 380 711 | 562 934 | 662 024 | 772 238 | 731 141 |
|              | 1993 | 1996 | 1999   | 2003   | 2006    | 2009    | 2012    | 2016    | 2019    | 2022    |